# Clinton megye (Kentucky)
Clinton megye az Amerikai Egyesült Államokban, azon belül Kentucky államban található. Megyeszékhelye és legnagyobb városa Albany. Lakosainak száma 9253 fő (2020. április 1.). Clinton megye Wayne, Russell, Cumberland, Clay és Pickett megyékkel határos.

## Népesség
A megye népességének változása:
| Lakosok száma | 10 279 | 10 159 | 10 240 | 10 146 | 10 174 | 9253 |
|               | 2010   | 2011   | 2012   | 2013   | 2015   | 2020 |